# سمورنيون محيطي الأوراق
السمورنيون محيطي الأوراق  (باللاتينية: Smyrnium perfoliatum) نوع نباتي يتبع جنس السمورنيون من الفصيلة الخيمية.

## الموئل والانتشار
النبات واطن في بلاد الشام والمغرب العربي وشمال حوض البحر الأبيض المتوسط والقوقاز.